# Kenji Koyano
Kenji Koyano (født 2. juni 1988) er en japansk fodboldspiller.
Han har spillet for flere forskellige klubber i sin karriere, herunder Kashima Antlers, Albirex Niigata, Mito HollyHock og Gainare Tottori.